# 近鉄松下百貨店
株式会社近鉄松下百貨店（きんてつまつしたひゃっかてん）は、かつて山口県周南市に存在した日本の百貨店である。近鉄百貨店の関連会社で、日本百貨店協会に加盟していた。

## 概要
松下商店を母体として1962年（昭和37年）4月4日、地元資本の「松下百貨店」として徳山駅前近く（周南市銀座二丁目14番）に設立された。
同年9月2日の開業と同時に近畿日本鉄道（近鉄）の出資を受け入れ、1965年（昭和40年）に近鉄松下百貨店に商号に改めている。
店舗は徳山みなみ銀座商店街内にあり、8階建ての本館と5階建ての南館の2館からなり、店舗面積は10,020m2であった。また、徳山みなみ銀座商店街内の5階建てのビルに入居していたこども館などの別館もいくつか存在した。
店舗の土地・建物を株式会社松下が所有し、当社に20.0%を出資する近鉄百貨店側が開業以来社長と店長のポストを占める形で営業を続けてきた。
その為、2003年（平成15年）に取締役店長に就任した田村俊輔が初の生え抜きの店長であった。
出光興産や徳山曹達（現・トクヤマ）等の製油所や石油化学工場が立ち並ぶ石油コンビナートの繁栄を背景に活気にあふれていた徳山駅前の商業の中心の一つとして、屋上遊園地やお子様ランチなどを楽しむ家族連れなどに親しまれた。
しかし、1993年（平成5年）11月5日に「特定商業集積法」第1号認定施設である下松タウンセンターの商業施設としてザ・モール周南（現:ゆめタウン下松）が県下最大級の規模で下松市に開業すると、無料駐車場を備えた大型商業施設の強みを生かして高い集客力を発揮し、当店と共に徳山駅前商店街の核をなしていた大型店である徳山サティが1999年（平成11年）に、トポス徳山店が2001年（平成13年）に、それぞれ撤退に追い込まれた。
こうした大型無料駐車場を備えた郊外型ショッピングセンターに対する百貨店ならではの差別化戦略として物産展の開催を強化するなど対抗策を打ったものの客足が戻らず、1993年（平成5年）2月期に約118億円だった売上高は2012年（平成24年）2月期には約47億円まで落ち込み、同年度の決算で3年連続の赤字決算となって純損失が約6.41億円となり、累積赤字は約11.27億に膨らむことになった。
売上の減少に歯止めがかからない状況にあり、営業努力や経費削減で存続を図るのは困難であるとして2012年（平成24年）9月25日の取締役会で事業継続を断念して、2013年（平成25年）2月28日で閉店することを決定して、同日発表した。
そして、2013年（平成25年）2月28日18時に予定通りに閉店となった。

## 閉店後

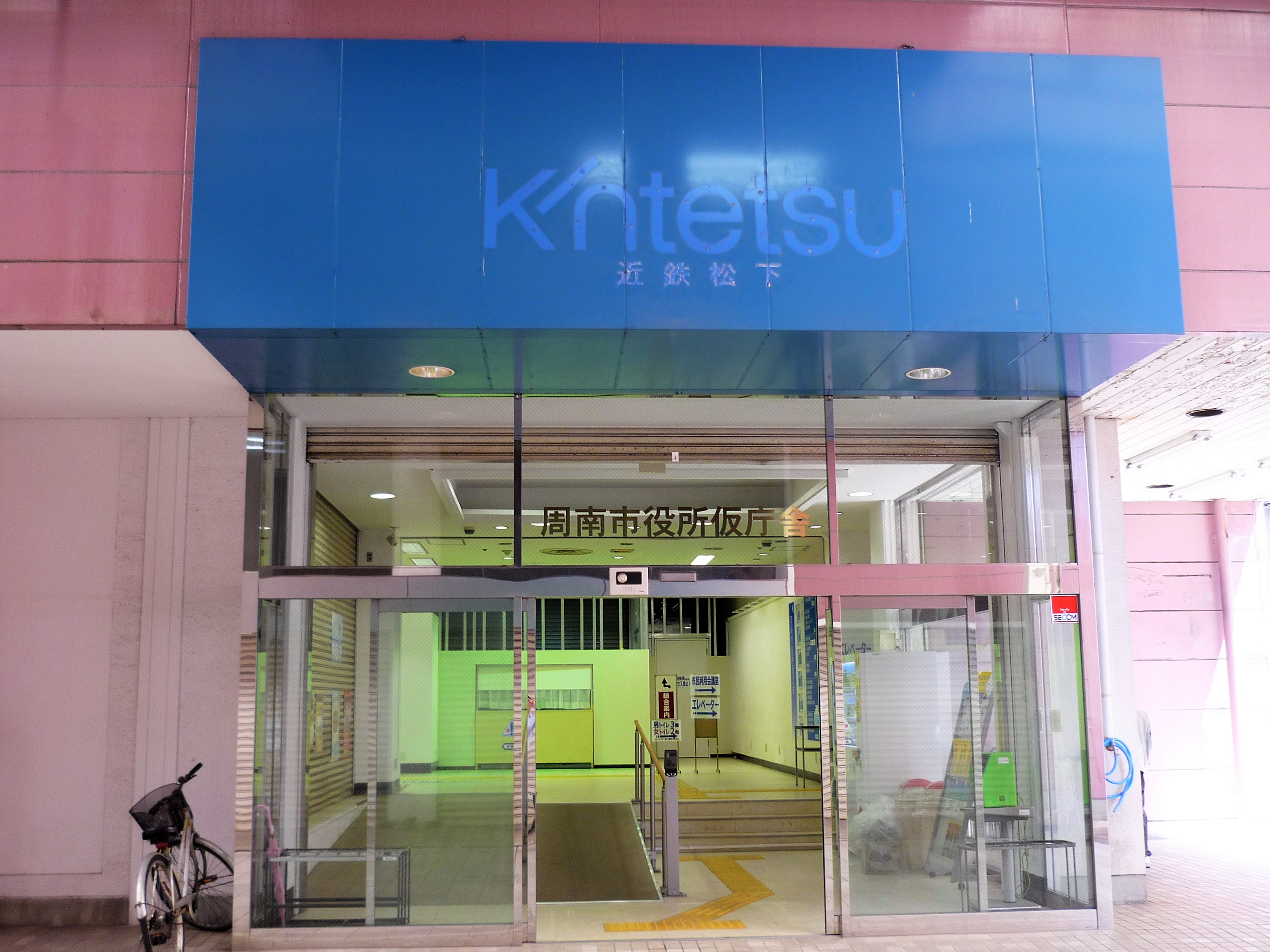
周南市役所仮庁舎（旧近鉄松下百貨店北館）

株式会社近鉄松下百貨店は、2013年（平成25年）4月30日付で解散し、2015年（平成27年）7月24日付で清算結了している。
当店の友の会組織を運営していた「株式会社近鉄松下友の会」は当店閉店後の2013年（平成25年）4月5日に全株式を近鉄百貨店が取得して同社の完全子会社となり、2014年（平成26年）5月31日付で清算結了している。
閉店時の従業員153人は閉店から半月後の3月15日までに解雇されるが、当店が斡旋して近鉄グループや地元企業などの採用で次の就職先が閉店時までに内定したのは約40人であった。
当店閉店後には、当店の顧客層からの受注を狙って、従業員7名中6名を当店出身者を採用して、子ども館が入居していたビルの1･2階部分に店舗面積約600m2のアルパーク天満屋周南ショップが2013年（平成25年）4月24日に開店したほか、同年6月13日に近隣の銀南街のチャレンジショップなどに利用されていた場所に店舗面積約100m2で開店した山口井筒屋周南ショップは、当店に27年間勤務した経験のある店長をはじめとして従業員9名中8名を当店出身者を採用して営業を開始している。
なお、本館と南館については、閉店が発表された直後の2012年（平成24年）10月から周南市が新たな核店舗の招致活動を行っていたものの、閉店時までに後継店舗は決まらず、空き店舗となった。
商品券類については先述の通り近鉄松下友の会を近鉄百貨店が完全子会社したものの、単独商品券については、同社ではなく場所が近い山口井筒屋が取り扱い顧客の便宜を図ることが閉店のお知らせで告知され、閉店3週前の2013年2月7日から取り扱いが始まった。また、近鉄松下百貨店を発行元とする全国百貨店共通商品券については、引き続き、使用条件を変更することなく流通している。
周南市は市庁舎の建て替え工事を行う間の仮庁舎として、2015年（平成27年）10月から2018年（平成30年）7月まで北館1階から5階までが借り上げられて、利用されることになった。
なお、アルパーク天満屋の閉店に伴い、2020年（令和2年）1月13日にはアルパーク天満屋周南ショップが閉店している。先述の市役所仮庁舎としての使用も終わっており、2022年現在、当店跡地は3館とも空き店舗である。

## 実現しなかった再開発
1990年代には、徳山駅西地区市街地再開発事業の一環として40,000m2の新店舗を計画していたが、同事業で計画されていたホテルの誘致が難航したほか、景況の悪化などが原因で頓挫した。

## 近鉄百貨店との関係
近鉄が百貨店部門を近鉄百貨店として独立させてからは近鉄百貨店の関連会社（持分法適用子会社）となっていたが、「近鉄百貨店」のグループ店舗との位置づけとなっており、近鉄百貨店のホームページには近鉄松下百貨店に関する情報はほとんど紹介されていなかった。なお、近鉄松下百貨店の公式サイトが設けられたのは2011年になってからであり、近鉄グループサイト、近鉄百貨店の公式サイトからのリンク設置はサイト開設後しばらくしてからであった。
ロゴマークや包み紙は近鉄百貨店と同じであり、全国百貨店共通券や近鉄ギフトカードが使用できた。また、読売ジャイアンツ優勝時には近鉄百貨店と同様に優勝セールが行われていた。
2001年2月20日限りで近鉄百貨店東京店が閉店されたあと、近畿・東海地区以外に存在した唯一の近鉄系の百貨店であり、2009年（平成21年）3月1日付で中部近鉄百貨店、和歌山近鉄百貨店が近鉄百貨店本体に吸収合併されたため、近鉄百貨店の唯一の百貨店子会社となった。

## 店舗情報
地上7階の本館（北館）と、地上4階の南館に分かれており、その間をみなみ銀座商店街が貫き、両館は3階の連絡通路でつながっていた。両館とも地階が存在しないため、生鮮食料品売場は南館の1階にあった。食料品売場が1階にあること自体は、山口井筒屋や旧奈良そごう（現ミ・ナーラ）などの例があり、それほど珍しいものではないが、当店は南館の2階にも銘菓、酒類などの食料品売場が存在した。